# Skoczkowe
Skoczkowe (Chytridiomycetes Caval.-Sm.) – klasa grzybów znajdująca się w gromadzie skoczkowców (Chytridiomycota).

## Systematyka
Takson ten do taksonomii grzybów wprowadził Thomas Cavalier-Smith w 1998 r. Należą do niego rzędy:
- Chytridiales Cohn 1879
- Cladochytriales Mozl.-Standr. 2009
- Olpidiales Caval.-Sm. 2012
- Polychytriales Longcore & D.R. Simmons 2012
- Rhizophlyctidales Letcher 2008
- Spizellomycetales D.J.S. Barr 1980
- Zygophlyctidales K. Seto 2019
- Incertae sedis[2].